# 756 (szám)
A 756 (római számmal: DCCLVI) egy természetes szám.

## A szám a matematikában
A tízes számrendszerbeli 756-os a kettes számrendszerben 1011110100, a nyolcas számrendszerben 1364, a tizenhatos számrendszerben 2F4 alakban írható fel.
A 756 páros szám, összetett szám, Harshad-szám, téglalapszám (27 · 28), felírható hat egymást követő prímszám összegeként (109 + 113 + 127 + 131 + 137 + 139). Kanonikus alakban a 22 · 33 · 71 szorzattal, normálalakban a 7,56 · 102 szorzattal írható fel. Huszonnégy osztója van a természetes számok halmazán, ezek növekvő sorrendben: 1, 2, 3, 4, 6, 7, 9, 12, 14, 18, 21, 27, 28, 36, 42, 54, 63, 84, 108, 126, 189, 252, 378 és 756.
Érinthetetlen szám: nem áll elő pozitív egész számok valódiosztóösszeg-függvényeként.